# Steven Brust
Steven Karl Zoltán Brust, född 23 november 1955, är en amerikansk fantasy- och science fiction-författare av ungersk härkomst. Han är mest känd för sin serie av romaner om mördaren Vlad Taltos i världen Dragaera. Hans senare romaner inkluderar också The Incrementalists (2013) och dess uppföljare The Skill of Our Hands (2017), skriven tillsammans med Skyler White.
Som trummis och singer-songwriter har Brust spelat in ett soloalbum och två album som medlem i Cats Laughing. Brust var också med och skrev låtar för bandet Boiled in Lead på två album i mitten av 1990-talet.

## Författarkarriär

### Dragaeran-böckerna
Vlad Taltos-serien, skriven som high fantasy med en science fiction-uppbyggnad,  utspelar sig på en planet som heter Dragaera.   Händelserna i serien äger rum i ett imperium som mestadels bebos och styrs av dragaeraner, en genetiskt modifierad humanoid art,  som har kraftigt förlängd livslängd och är mycket långa. Dragaeranimperiet kontrollerar en region som är "omsluten" av ett evigt moln som blockerar solen.
Vlad Taltos är en av den mänskliga minoriteten (som dragaeraner kallar "österlänningar"), en underklass i imperiet. Vlad utövar också den mänskliga häxkonsten; "táltos" är ungerska för ett slags övernaturlig person i folklore. Även om han är mänsklig, är han medborgare i imperiet eftersom hans klassklättrande far köpte en titel i ett av de mindre ansedda dragaerahusen. Det enda hus som säljer medlemskap på detta sätt är också ett som upprätthåller en kriminell organisation, där Vlad visar sig vara överraskande framgångsrik. Trots att han är människa och brottsling har han ett antal högt uppsatta dragaera-vänner och hamnar ofta i centrum för viktiga händelser.
Brust har skrivit 15 romaner i serien, ska bli 19 romaner lång – en uppkallad efter vart och ett av de stora husen, en uppkallad efter Vlad själv (Taltos), och en sista roman som Brust har sagt kommer att heta The Final Contract . De första tre romanerna liknar deckare. De senare romanerna är mer varierade än de tre första. Även om de blir lästa som fantasy finns det science fiction-förklaringar till vissa saker.
Brust har också skrivit en annan serie som utspelar sig i Dragaera, Khaavren Romances, som utspelar sig århundraden före Vlads tid. Eftersom dragaeraner lever i tusentals år förekommer många karaktärer i båda serierna. Den är delvis en hyllning till Alexandre Dumas den äldres romaner om De tre musketörerna, och är fem böcker lång, som en Dumas-serie. Böckerna ska föreställa historiska romaner skrivna av Paarfi från Roundwood, en dragaeran ungefär samtida med Vlad. Paarfis gammaldags, genomarbetade och mycket långa skrift är uttryckligen en parafras på Dumas, men med en dialogs som ibland är baserad på Tom Stoppard i Rosencrantz & Guildenstern Are Dead. Baronen av Magister Valley, en extra Paarfi-roman, är inspirerad av Dumas Greven av Monte Cristo.
De två serierna sammanförs slutligen i den trettonde romanen i Vlad-serien, Tiassa, som också kan ses som den sjätte romanen i Khaavren-serien. Tiassa består av vad som i själva verket är tre sammanknutna noveller, var och en berättad i olika stil och sammankopplade av ett gemensamt tema. Den första är skriven i samma stil som de tre första romanerna i serien, med förstapersonsberättelse av Vlad men med Khaavrens son, Piro; den andra novellen berättas av en ny karaktär i vart och ett av dess kapitel; den tredje novellen berättas av Paarfi i stil med de tidigare Khaavren-romanterna, där Khaavren är synvinkelkaraktär och interagerar med Vlad.

### Noveller
De flesta av Brusts noveller utspelar sig i delade universum. Dessa inkluderar Emma Bulls och Will Shetterlys Liavek, Robert Asprins Thieves' World, Neil Gaimans Sandman och Terri Windlings Borderland Series.

### Stil och litteraturideologi
Brust var en av grundarna av den Minnesota-baserade författargruppen The Scribblies, som också omfattade Emma Bull, Pamela Dean, Will Shetterly, Nate Bucklin, Kara Dalkey och Patricia Wrede. Han var också en av grundarna av Pre-Joycean Fellowship.
Han har förkastat distinktionen mellan science fiction och fantasy och påstår att ingen tro på en sådan distinktion kan motstå ett möte med Roger Zelaznys författarskap. 

#### Författarstil
Det finns en viss variation i stilen bland Taltos-romanerna, såväl som mellan Brusts olika serier. Brust använder ett nytt förhållningssätt i nästan varje roman i Taltos-serien. Vissa av dessa tillvägagångssätt är mer rent stilistiska och har mindre effekter på det faktiska berättandet.
Eftersom författandet av Taltos-romanerna har sträckt sig över tre decennier, har de påverkats av händelser i Brusts eget liv. En fascination för maffian – och senare mordet på en vän – påverkade hans berättelser djupt, liksom hans skilsmäsa. Händelserna i hans böcker, särskilt Teckla, har påverkats av hans livslånga intresse för marxistisk teori och praktik. Brusts föräldrar var aktivister i Workers League, föregångaren till Socialist Equality Party, och han fortsätter att identifiera sig som en "trotskistisk sympatisör", som länkar till den SEP-anslutna World Socialist Web Site på sin personliga webbplats.   Han stödde SEP:s presidentkandidater i det amerikanska valet 2016. 

## Musikinspelningar och uppträdanden
Brust är en singer-songwriter och trummis som har spelat in ett soloalbum och som har spelat i det Minneapolis-baserade folkrockbandet Cats Laughing, med Albany Free Traders och med Morrigan.
Brust var också med och skrev två låtar på Boiled in Lead-albumet Antler Dance, såväl som många av låtarna på deras multimedia-CD Songs from The Gypsy 1995.

### Cats Laughing
Cats Laughing släppte två album med Brust som trummis, 1988 och 1990. Brust bidrog även som låtskrivare och sångare.
I mars 2016 släppte Cats Laughing en dubbel-CD från deras återförening från 2015, A Long Time Gone, samt en DVD med samma titel med dokumentärkonsertfilmer.

### Solo
A Rose for Iconoclastes, ett folkalbum som släpptes 1993, är Brusts enda soloalbum.  Titeln är en referens till " A Rose for Ecclesiastes ", en novell av Brusts litterära hjälte Roger Zelazny. 
Tolv av de fjorton sångerna skrevs eller var medskrivna av Brust. Albumet producerades av Adam Stemple, en fantasyförfattare och medlem av Cats Laughing.

### Paarfi
1. The Phoenix Guards (1991)
2. Five Hundred Years After (1994)
3. The Paths of the Dead (2002) – Vol. 1 av Viscounten av Adrilankha
4. The Lord of Castle Black (2003) – Vol. 2 av Viscounten av Adrilankha
5. Sethra Lavode (2004) – Vol. 3 av Viscounten av Adrilankha

### Andra Dragaera-romaner
- Brokedown Palace (1986)

### The Incrementalists
- The Incrementalists (2013) – med Skyler White [14] [15]
- The Skill of Our Hands (2017) – med Skyler White

### Andra romaner
- To Reign in Hell (1984)
- The Sun, the Moon, and the Stars (1987)
- Cowboy Feng's Space Bar and Grille (1990)
- The Gypsy (1992) – med Megan Lindholm
- Agyar (1993)
- Freedom & Necessity (1997) – med Emma Bull
- My Own Kind of Freedom (2008, självutgiven)  – fanfiction-roman baserad på TV-serien Firefly
- Good Guys (2018)
- The Sword of Happenstance (2021) - med Skyler White